# Nicolai Hartmann
Nicolai Hartmann (em letão: Nikolajs Hartmanis; Riga, Letónia, 20 de fevereiro de 1882 - Gotinga, 9 de outubro de 1950) foi um  filósofo germano-báltico. Ele é considerado um dos principais representantes do realismo crítico e um dos mais importantes metafísicos do século XX.

## Vida e obra
De origem étnica alemã, Hartmann nasceu em Riga, antigamente capital do Governorate da Livônia no Império Russo, atualmente Letônia, como filho do engenheiro Carl August Hartmann e sua esposa Helene, nascida Hackmann. Foi professor em Marburgo, Berlim e em Gotinga. Seus primeiros trabalhos orientam-se segundo o neokantismo da Escola de Marburgo. Posteriormente, altera sua posição teórica, sob a influência da fenomenologia de Edmund Husserl e das filosofias de Hegel, Max Scheler e Wilhelm Dilthey, embora não se prendesse a qualquer uma delas.
Caracteriza-se pelo esforço constante de repensar problemas filosóficos fundamentais, utilizando outras influências apenas para lançar luz sobre a natureza dos problemas tratados e sobre suas possíveis soluções. Sua filosofia é sistemática, no sentido de que se propõe a examinar os problemas básicos da filosofia em toda sua extensão, mas não no sentido de forçar esses problemas a entrar numa prévia construção metafísica. Trata-se de uma filosofia dos problemas e não um filosofia do sistema. Por isso, Hartmann pôde aproveitar também elementos do pensamento clássico, aliando pensadores que parecem tão distintos como Aristóteles e Hegel.
Foi um dos poucos pensadores do século XX que se preocupou com todas as disciplinas filosóficas, desenvolvendo não apenas um teoria do conhecimento e uma ontologia, mas também uma estética, uma ética, uma filosofia do espírito e uma doutrina de categorias na qual se insere a maior parte de suas investigações. Conclui que em toda teoria do conhecimento há elementos metafísicos e em toda metafísica há elementos gnosiológicos.
No campo da ontologia, dedicou-se ao exame de diferentes tipos de categorias, tanto as que estruturam o mundo real quanto as que estruturam o mundo do espírito. Entre suas obras destacam-se:
- Metafísica do conhecimento;
- O problema do ser espiritual;
- A filosofia do idealismo alemão;
- Ontologia.

## Discípulos
O filósofo português Delfim Santos foi aluno de Nicolai Hartmann na Universidade de Berlim. Entre 1936 e 1940, Hartmann orientou a preparação da sua tese de doutorado Conhecimento e Realidade, apresentada à Universidade de Coimbra.

## Obras

### Obras em alemão
Livros
- 1909, Des Proklus Diadochus philosophische Anfangsgründe der Mathematik, Töpelmann, Gießen.
- 1909, Platos Logik des Seins, Töpelmann, Gießen.
- 1912, Philosophische Grundfragen der Biologie, Vandenhoeck & Ruprecht, Göttingen.
- 1921, Grundzüge einer Metaphysik der Erkenntnis, Vereinigung wissenschaftlichen. Verleger, Berlin.
- 1923, Die Philosophie des deutschen Idealismus 1: Fichte, Schelling und die Romantik, de Gruyter, Berlin.
- 1926, Ethik, de Gruyter, Berlin-Leipzig.
- 1929, Die Philosophie des deutschen Idealismus 2: Hegel, de Gruyter, Berlin.
- 1931, Zum Problem der Realitätsgegebenheit, Pan-Verlagsgesellschaft, Berlin.
- 1933, Das Problem des geistigen Seins. Untersuchungen zur Grundlegung der Geschichtsphilosophie und der Geisteswissenschaften, de Gruyter, Berlin-Leipzig.
- 1935, Ontologie, (4 Volumes) I: Zur Grundlegung der Ontologie, de Gruyter, Berlin-Leipzig.
- 1938, II: Möglichkeit und Wirklichkeit, de Gruyter, Berlim.
- 1940, III: Der Aufbau der realen Welt: Grundriß d. allg. Kategorienlehre , de Gruyter, Berlim.
- 1942, Systematische Philosophie, Kohlhammer Verlag, Stuttgart & Berlin.
- 1943, Neue Wege der Ontologie, Kohlhammer Verlag, Stuttgart.
- 1949, Einführung in die Philosophie, Luise Hanckel Verlag, Hannover.
- 1950, IV: Philosophie der Natur : Abriss der speziellen Kategorienlehre, de Gruyter, Berlinm.
- 1951, Teleologisches Denken, de Gruyter, Berlin.
- 1953, Asthetik, de Gruyter, Berlin.
- 1954, Philosophische Gespräche, Vandenhoeck & Ruprecht, Göttingen.
- 1955, Der philosophische Gedanke und seine Geschichte, Zeitlichkeit und Substantialität, Sinngebung und Sinnerfüllung, de Gruyter, Berlin.
- 1955, Kleinere Schriften ; *Bd. 1* Abhandlungen zur systematischen Philosophie, de Gruyter, Berlim.
- 1957, Kleinere Schriften ; *Bd. 2* Abhandlungen zur Philosophie-Geschichte, de Gruyter, Berlim.
- 1958, Kleinere Schriften ; *Bd. 3* Vom Neukantianismus zur Ontologie, de Gruyter, Berlim.

Artigos
- 1924, Diesseits von Idealismus und Realismus : Ein Beitrag zur Scheidg d. Geschichtl. u. Übergeschichtl. in d. Kantischen Philosophie  in: Sonderdrucke der Kantischen Studien, Pan Verlag R. Heise Berlin, pp. 160–206.
- 1926, Aristoteles und Hegel, Beitrage zur Philosophie des Deutschen Idealismus, 3 (1923), pp. 1–36.
- 1927, "Über die Stellung der ästhetischen Werte im Reich der Werte überhaupt", in Proceedings of the Sixth International Congress of Philosophy, Edgar Sheffield Brightman (ed.), New York: Longmans, Green, and Co, pp. 428–436.
- 1933, Systematische Selbstdarstellung in: Deutsche systematische Philosophie nach ihren Gestaltern, Ebda, Berlim : Junker & Dünnhaupt, pp. 283–340.
- 1935, Das Problem des Apriorismus in der Platonischen Philosophie in: Sitzungsberichte d. Preuss. Akad. d. Wiss. Phil.-hist. Kl. 1935, 15, de Gruyter, Berlin.
- 1936, Der philosophische Gedanke und seine Geschichte, in: Abhandlungen d. Preuss. Akad. d. Wissenschaften. Phil.-hist. Kl. 1936, Nr 5, de Gruyter, Berlin.
- 1937, Der megarische und der Aristotelische Möglichkeitsbegriff : Ein Beitr. zur Geschichte d. ontolog. Modalitätsproblems, in; Sitzungsberichte d. Preuss. Akad. d. Wiss. Phil.-hist. Kl. 1937, 10, de Gruyter, Berlin.
- 1938, Heinrich Maiers Beitrag zum Problem der Kategorien, in:  Sitzungsberichte d. Preuss. Akad. d. Wiss. Phil.-hist. Kl. 1938, de Gruyter, Berlin.
- 1939, Aristoteles und das Problem des Begriffs, in: Abhandlungen der Preussischen Akademie der Wissenschaften : Philosophisch-historische Klasse ; Jg. 1939, Nr 5, de Gruyter, Berlin.
- 1941, “Zur Lehre vom Eidos bei Platon und Aristoteles”, in: Abhandlungen d. Preuss. Akad. d. Wiss. Phil.-hist. Kl. Jg. 1941, Nr 8, de Gruyter, Berlin.
- 1942, Neue Wege der Ontologie, in: Systematische Philosophie, N. Hartmann, editor, Stuttgart.
- 1943, Die Anfänge des Schichtungsgedankens in der alten Philosophie, in:  Abhandlungen der Preußischen Akademie der Wissenschaften : Philosophisch-historische Klasse ; Jg. 1943, Nr 3, de Gruyter, Berlin.
- 1946, Leibniz als Metaphysiker, de Gruyter, Berlin.

### Traduções em inglês
- Nicolai Hartmann, Ethics, London: George Allen & Unwin 1932. Reimpresso com uma nova introdução por Andreas A. M. Kinneging - New Brunswick, Transaction Publishers, 2002-2004 in three volumes: I. Moral phenomena (2002); II. Moral values (2004); III. Moral freedom (2004).
- Nicolai Hartmann, "German Philosophy in the Last Ten Years", traduzido por John Ladd, Mind: A Quarterly Review of Psychology and Philosophy, vol. 58, no. 232, 1949, pp. 413–433.
- Nicolai Hartmann, New Ways of Ontology, Westport: Greenwood Press, 1952 (Reimpresso com uma nova introdução por P. Cicovacki, Transaction Publishers, 2012).
- Nicolai Hartmann, "How Is Critical Ontology Possible? Toward the Foundation of the General Theory of the Categories, Part One", translated from "Wie ist kritische Ontologie überhaupt möglich?" (1924) by Keith R. Peterson, Axiomathes, vol. 22, 2012, pp. 315-354.
- Nicolai Hartmann, Possibility and Actuality. Berlin: Walter de Gruyter, 2013 (traduzido por  Alex Scott e Stephanie Adair of Möglichkeit und Wirklichkeit, 1938).
- Nicolai Hartmann, Aesthetics. Berlin: Walter de Gruyter, 2014 (traduzido por  Eugene Kelly of Ästhetik, 1953).
- Nicolai Hartmann, "The Megarian and the Aristotelian Concept of Possibility: A Contribution to the History of the Ontological Problem of Modality". Axiomathes, 2017 (Translation by Frederic Tremblay and Keith R. Peterson of "Der Megarische und der Aristotelische Möglichkeitsbegriff: ein Beitrag zur Geschichte des ontologischen Modalitätsproblems", 1937).
- Nicolai Hartmann, "Max Scheler", traduzido por  Frederic Tremblay, in Nicolai Hartmanns Neue Ontologie und die Philosophische Anthropologie: Menschliches Leben in Natur und Geist, edited by Moritz Kalckreuth, Gregor Schmieg, Friedrich Hausen, Berlim: Walter de Gruyter, 2019, pp. 263-272.
- Nicolai Hartmann, Ontology: Laying the Foundations, Tradução e Introdução por Keith R. Peterson, Berlim: De Gruyter, 2019.